# Jongno-dong
Jongno-dong là một dong, phường của Jongno-gu ở Seoul, Hàn Quốc.